# Ashes Are Burning
Ashes Are Burning è il quarto album in studio del gruppo di rock progressivo Renaissance. È il primo album in cui la band suona accompagnata ad una orchestra sinfonica. Viene rimasterizzato nel 1978 insieme al precedente album Prologue con il nome In The Beginning. In The Beginning verrà rimasterizzato in versione CD nel 1998.
Nel giugno del 2015 la rivista Rolling Stone ha collocato l'album alla trentunesima posizione dei 50 migliori album progressive di tutti i tempi.

## Tracce
Brani composti da Michael Dunford e Betty Thatcher, eccetto dove indicato
Lato A
1. Can You Understand? – 9:49
2. Let It Grow – 4:15
3. On the Frontier – 4:53 (Jim McCarty, Betty Thatcher)

Lato B
1. Carpet of the Sun – 3:31
2. At the Harbour – 6:50
3. Ashes Are Burning – 11:24

## Formazione
- John Tout - tastiere, voce di supporto
- Annie Haslam - voce
- John Camp - basso, chitarra, voce di supporto
- Terence Sullivan - batteria, percussioni, voce di supporto
- Renaissance - arrangiamenti

Ospiti
- Michael Dunford - chitarra acustica
- Andy Powell - chitarra elettrica (brano: Ashes Are Burning)
- Richard Hewson - strumenti ad arco (brani: Can You Understand? e Carpet of the Sun)